# Баскалці
Баска́лці (болг. Баскалци) — село в Благоєвградській області Болгарії. Входить до складу общини Петрич.

## Населення
За даними перепису населення 2011 року у селі проживали 82 особи, усі — болгари.
Розподіл населення за віком у 2011 році:
Динаміка населення: